# Островский, Григорий Семёнович
Григорий Семёнович Островский (1929—2007) — советский и израильский искусствовед, доктор искусствоведения (1989), профессор.
Автор 60 книг, монографий и более тысячи статей. Член международной ассоциации искусствоведов (Москва), Член Американской и Израильской ассоциаций славянских исследований, Член федерации писателей Израиля.

## Биография
Родился 1 октября 1929 года в Ленинграде.
С началом Великой Отечественной войны, в 1941 году, отец был мобилизован в армию, семья с детьми эвакуировалась в Казань. После окончания войны изучал историю искусства (отделение истории искусств исторического факультета) в Ленинградском университете (ныне Санкт-Петербургский государственный университет); тема дипломной работы Григория Островского — «Немецкая графика эпоху Великой крестьянской войны (XVI в.)». По окончании обучения, в 1951 году был во Львов на работу во Львовской картинной галерее. В 1953 году Островский женился и в 1954 году в его семье родился сын Игорь.
В 1955 году под руководством Г. С. Островского был подготовлен и вышел в свет первый в советское время каталог Львовской картинной галереи. Он был организатором переоборудования галереи, но впоследствии был из неё уволен. В 1968 году в Ленинграде защитил кандидатскую диссертацию и в течение трех лет работал доцентом художественно-графического факультета Карачаево-Черкесского педагогического института (ныне Карачаево-Черкесский государственный университет). Стал членом Союза художников Украинской ССР. Его докторская диссертация под названием «Народная художественная культура российского города XVIII — нач. XX в.» была посвящена примитивном народному искусству, получив положительные отзывы и рецензии. Однако присвоение ученой степени в 1983 году было заблокировано представителями Академии художеств СССР по причине её «вредности» для советского искусства. Только в 1989 году новый состав ВАК принял диссертацию к утверждению.
В 1992 году Григорий Островский выехал с женой в Израиль, поселился в Тель-Авиве, в течение пяти лет (1993—1997) преподавал в Иерусалимском университете. Одновременно являлся обозревателем по вопросам искусства русскоязычной газеты «Вести».
В 2005 году умерла жена Лидия Яковлевна. Григорий Семёнович умер 1 октября 2007 в Тель-Авиве.
Художница Маргарита Сельская-Райх написала портрет Григория Островского.

## Труды
Библиографический показатель Островского от 2006 года насчитывает 1900 позиций, среди них переводы на 20 языков. Иногда подписывался под псевдонимом Г. Семенов и Г. Шимон. Он был также автором разделов 5-6 томов «Истории украинского искусства» (Киев, 1967—1968).
В числе его монографий: «Иван Труш» (Киев, 1955), «А. Манастырский» (Киев, 1958), «Антон Михайлович Кашшай» (Москва, 1962), «Ян Матейко: монографический очерк» (Москва, 1965), «Художники советского Закарпатья» (1968), «Львов» (Ленинград, 1975), «Художественные музеи Львова» (Ленинград, 1978), «Захарий Зограф» (1987), «Роман Сельский» (1988), «Добрый лев Марии Примаченко» (1990), «Григорий Сорока» (1993), «Искусство примитивов» (Тель-Авив, 2003).

## Избранные публикации
- Островский Г. С. Львов: Художественные памятники / Худож. И. З. Копелян. — Л.; М.: Искусство, 1965. — 240 с. — (Архитектурно-художественные памятники городов СССР). — 40 000 экз.
- Островский Г. С. Художественные музеи Львова. — Л.: Искусство. Ленингр. отд-ние, 1978. — 216, [24] с. — (Города и музеи мира). — 50 000 экз.
- Островский Г. С. Львов: Архитектурно-художественные памятники XIII—XX веков. — 3-е изд., перераб. и доп. — Л.: Искусство. Ленингр. отд-ние, 1982. — 240, [10] с. — (Архитектурно-художественные памятники городов СССР). — 50 000 экз.